# Juliputsch

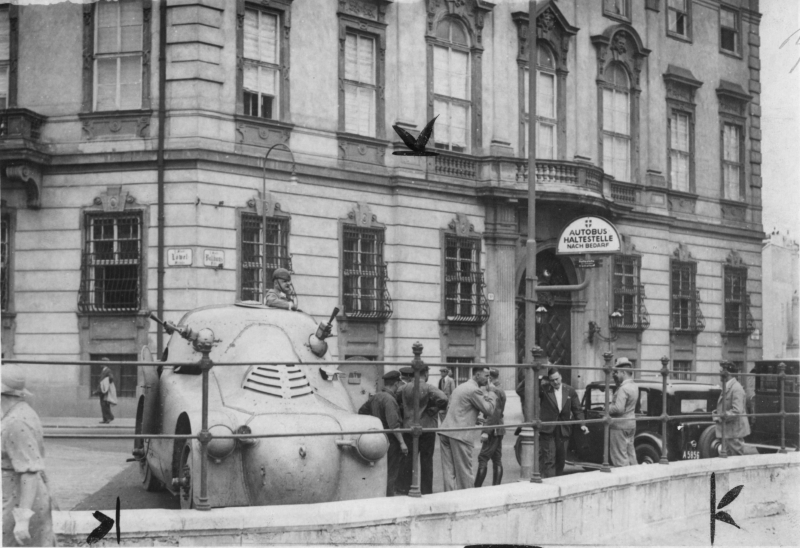
Polizei-Panzerwagen am Ballhausplatz, 25. Juli 1934

Der Juliputsch war ein gescheiterter nationalsozialistischer Umsturzversuch in Österreich. Er begann am 25. Juli 1934 mit dem Überfall von als Soldaten des Bundesheeres und Polizisten verkleideten SS-Männern auf das Bundeskanzleramt in Wien. Gleichzeitig drang eine andere Gruppe von Putschisten in die Wiener Senderäume der RAVAG ein und erzwang die Sendung der Falschmeldung, dass Bundeskanzler Engelbert Dollfuß die Regierungsgeschäfte an den ehemaligen steirischen Landeshauptmann Anton Rintelen übergeben habe. Diese Nachricht war das vereinbarte Signal, auf das hin Nationalsozialisten in ganz Österreich mit einer „Erhebung“ beginnen sollten. Tatsächlich aber erfolgte diese erst mit einiger Verzögerung und auch nur in Teilen Österreichs. Vor allem in der Steiermark und Kärnten sowie Teilen Oberösterreichs und Salzburgs kam es in den folgenden Tagen zu teils heftigen Gefechten zwischen Nationalsozialisten und Streitkräften der Bundesregierung, zu denen neben dem Bundesheer die Polizei, die Gendarmerie, das Freiwillige Schutzkorps und selbstständig operierende Einheiten regierungstreuer Wehrverbände, namentlich der Heimwehr, zählten.
In den übrigen Bundesländern blieb es hingegen weitgehend ruhig. Der Putsch, an dem sich auch einige Kampftrupps der im Deutschen Reich stationierten Österreichischen Legion beteiligt hatten, wurde schließlich bis zum 30. Juli niedergeschlagen. Mehr als 200 Menschen waren im Zuge der Kampfhandlungen getötet worden, darunter auch Bundeskanzler Dollfuß als prominentestes Opfer. Nach der Niederschlagung des Juliputsches wurden rund 4000 Nationalsozialisten von den am 26. Juli eigens zu diesem Zweck geschaffenen Militärgerichten abgeurteilt oder sofort in Anhaltelager eingewiesen, 13 Putschisten wurden hingerichtet. Viele andere entzogen sich ihrer Verhaftung und Verurteilung durch die Flucht ins Deutsche Reich oder nach Jugoslawien.

## Ausgangslage: Österreich zwischen Jänner 1933 und Juli 1934

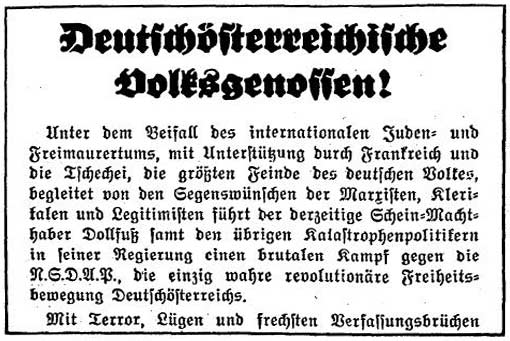
NS-Propaganda gegen Österreich und Dollfuß (Juli 1933)

Die „Machtergreifung“ Adolf Hitlers am 30. Januar 1933 in Deutschland gab den österreichischen Nationalsozialisten enormen Aufschwung. Als es am 4. März 1933 zur damals so genannten „Selbstausschaltung des Parlaments“ und in der Folgezeit zum Einschlagen eines „autoritären Kurses“ durch die Regierung Dollfuß kam, sahen sich die Nationalsozialisten jedoch der Möglichkeit beraubt, nach deutschem Muster durch Neuwahlen auch in Österreich die Macht zu erringen. Nachdem die Bundesregierung als eine ihrer ersten Maßnahmen die Pressefreiheit eingeschränkt und beginnend mit 8. März 1933 ein Versammlungs- und Aufmarschverbot erlassen hatte, ordneten die NS-Gauleitungen im Gegenzug an, dieses Verbot durch Ausschöpfung aller noch legalen Betätigungsmöglichkeiten, wie zum Beispiel Vereinsversammlungen, Vorträgen und Filmvorführungen sowie verstärkter Propaganda von Haus zu Haus zu unterlaufen. Es zeigte sich bereits in dieser Zeit, dass die NS-Führung keinesfalls gewillt war, ihren Aktionismus, der eines der wesentlichen Mittel war, um die Dynamik der Bewegung und die Moral der Anhänger aufrechtzuerhalten, einschränken zu lassen. Vielmehr sollte durch verstärkte Aktivitäten aller Art demonstriert werden, dass die Partei „Trotz Verbot nicht tot!“ war, wie ein bekannter NS-Slogan aus der Zeit der bald folgenden Illegalität lautete.
Der politische „Hauptstoß“ der Bundesregierung galt aber zunächst der Sozialdemokratie, was wohl als wesentlicher Grund dafür gelten kann, dass der März und auch der April 1933 innenpolitisch relativ ruhig verliefen. Eine wesentliche Änderung des innenpolitischen Klimas brachte die von der Bundesregierung angeordnete Ausweisung des bayerischen Justizministers Hans Frank am 15. Mai mit sich, der als „Antwort“ von reichsdeutscher Seite am 27. Mai die Verhängung der „Tausend-Mark-Sperre“ zum Boykott des österreichischen Fremdenverkehrs folgte. Die Konfliktsituation zwischen den beiden Staaten führte schließlich zu einer mit 12. Juni einsetzenden nationalsozialistischen Terrorwelle im gesamten österreichischen Bundesgebiet, der in den folgenden Tagen drei Menschen zum Opfer fielen. Die Bundesregierung reagierte darauf mit Hausdurchsuchungen bei NS-Funktionären und in den Parteilokalen der NSDAP sowie einer groß angelegten Verhaftungsaktion im gesamten Bundesgebiet. Bis 17. Juni waren bereits rund 2500 Nationalsozialisten, darunter nahezu alle wichtigen Funktionäre der Partei, verhaftet worden.
Als zwei Nationalsozialisten am 19. Juni 1933 in der Gemeinde Krems einen Handgranatenanschlag auf eine Gruppe christlich-deutscher Turner verübten, bei dem 30 Turner verletzt wurden, wurde der NSDAP und dem mit ihr paktierenden Steirischen Heimatschutz noch am selben Tag jegliche Betätigung in Österreich untersagt, was de facto einem Verbot beider Organisationen gleichkam. Das Betätigungsverbot hatte die österreichischen Nationalsozialisten zwar unvorbereitet, aber doch nicht gänzlich unerwartet getroffen. Es gelang der NS-Bewegung, ihren inneren organisatorischen Zusammenhang zu wahren, indem ihre Mitglieder vordergründig unpolitischen Organisationen beitraten, sie also unterwanderten; oder indem sie bereits von ihnen vereinnahmte Vereine des deutschnationalen Lagers (wie die deutschnationalen Turnvereine, der Deutsche Schulverein Südmark, der Alpenverein und andere) nun in relativ kurzer Zeit zu organisatorischen Plattformen für den „Kampf“ in der Illegalität umfunktionierten. Am 5. Juli 1933 schwor die ins Reich geflüchtete NS-Landesleitung für Österreich in einer Aussendung ihre Anhänger auf einen mit allen Mitteln und „rücksichtsloser Härte zu führenden Kampf“ gegen die Bundesregierung ein, bis das Ziel der „Befreiung Österreichs“ erreicht sei.
Waren die illegalen NS-Aktivitäten infolge des Betätigungsverbots zunächst abgeebbt, so begannen sie im Laufe des Sommers 1933 wieder stark anzusteigen. Die Bundesregierung sah sich daher veranlasst, eine Reihe so genannter „Notverordnungen“ zur Bekämpfung der NS-Tätigkeit in Kraft zu setzen. Um den zunehmenden Anschlägen auf für die Allgemeinheit wichtigen Infrastruktureinrichtungen zu begegnen, trat im Juli 1933 eine Verordnung in Kraft, die es ermöglichte, künftig die Ausführenden dieser Anschläge nicht mehr durch ein ordentliches Gerichtsverfahren, sondern im wesentlich schneller ablaufenden Verwaltungsverfahren abzustrafen, wobei ausschließlich Freiheitsstrafen in der Dauer von drei bis sechs Monaten verhängt werden sollten. Im September 1933 wurde eine Verordnung erlassen, die es ermöglichte, jene Personen, die im Verdacht einer „staatsgefährlichen“ Betätigung standen, präventiv „anzuhalten“. Durch die Einweisung in ein Anhaltelager konnten diese ab sofort auf unbestimmte Zeit festgesetzt werden. Ab Ende 1933 ging man dazu über, nach Anschlägen und anderen NS-Aktionen, deren Täter unbekannt blieben, stellvertretend prominente Nationalsozialisten des Orts, in dem sich diese ereignet hatten, festzunehmen und in ein Anhaltelager zu überstellen. Die Exekutive wiederum, die durch die immer häufiger werdenden Bereitschaftsdienste, Patrouillengänge, Sicherungs- und Überwachungsaufgaben aller Art bald an die Grenzen ihrer personellen Möglichkeiten gelangte, wurde im September 1933 durch die erstmals erfolgte Indienststellung von 200 Mann des Freiwilligen Schutzkorps entlastet.
Eine wesentliche Beeinträchtigung der NS-Aktivitäten konnte aber auch durch diese Maßnahmen der Bundesregierung nicht erreicht werden. Vielmehr bestärkten diese die Nationalsozialisten in ihrer ablehnenden Haltung gegenüber der Eigenstaatlichkeit Österreichs und ließen sie ab dem 31. Dezember 1933 mit einer noch stärkeren Terrorwelle antworten, in deren Verlauf allein bis 8. Jänner 1934 nicht weniger als 140 Böller- und Sprengstoffanschläge verübt wurden. Vorrangiges Ziel dieser Anschläge war die Störung des wirtschaftlichen Lebens durch die Beeinträchtigung des Fremdenverkehrs und die Zerstörung von für die Allgemeinheit wichtigen Einrichtungen sowie eine allgemeine Beunruhigung der Bevölkerung. Nach dieser ersten großen Terrorphase zu Beginn des Jahres 1934 kam es im gesamten Bundesgebiet zu einer Beruhigung der Lage, bis im April erneut eine gewaltige Terrorwelle einsetzte, die sich mit ständig wechselnder Intensität und wechselnden Schwerpunkten bis zum Juliputsch fortsetzte.
Nationalsozialistische Gewalt und staatliche Gegengewalt entwickelten in den Monaten bis zum Juliputsch eine immer stärkere Eigendynamik, die in absehbarer Zeit weder für die Bundesregierung noch für die Nationalsozialisten eine Rückkehr zur Normalität wahrscheinlich machte. Die Nationalsozialisten mussten allerdings zunehmend erkennen, dass die Bundesregierung mit terroristischen Mitteln allein nicht zu Fall zu bringen war. Die scheinbar in immer weitere Ferne rückende „Machtergreifung“ in Österreich führte auf ihrer Seite zu einer wachsenden Frustration, die sich wiederum in einem immer zügelloser werdenden Terror Luft machte. „Vor dem Hintergrund eines sich immer mehr aufheizenden Bürgerkriegsklimas hat das [innerhalb der NS-Bewegung] wohl weit verbreitete Gefühl, dass »etwas geschehen muss«, die Bereitschaft der maßgeblichen NS-Führer, nun alles auf eine Karte zu setzen, zweifellos gefördert. Durch einen »Befreiungsschlag« in Form des gewaltsamen Sturzes der Bundesregierung sollte die … ersehnte … »Machtergreifung« nun endlich verwirklicht werden.“ Hans Schafranek warnt jedoch davor, den Juliputsch vereinfachend „als direktes Resultat jener [zunehmend eskalierenden] Entwicklung, als Höhepunkt einer überaus gewalttätigen Eskalationsstrategie zu interpretieren“, da es falsch sei „die psychologischen Dispositionen und die technisch-organisatorischen Voraussetzungen für einen bewaffneten Aufstand … umstandslos gleich[zu]setzen.“

## Vorgeschichte und Planung
Im März 1934 unterstellte Fridolin Glass, der Kommandant der Wiener SS-Standarte 89, seine Einheit direkt der SS-Führung in Berlin. Bis zu diesem Zeitpunkt war die SS-Standarte 89, die großteils aus ehemaligen Bundesheer-Angehörigen bestand, dem SA-Oberabschnitt XI in München zugeordnet. Diese Aktion löste starke Rivalitäten zwischen SS und SA aus, SA-Obergruppenführer Hermann Reschny bezichtigte Glass der Meuterei und ließ ihn in München kurzzeitig sogar verhaften. Ebenso wie zwei andere führende Putschisten, Otto Wächter und Rudolf Weydenhammer, war Glass nun in einer weitgehend isolierten Position. Um NS-intern wieder Einfluss zu gewinnen, trat er mit dem SS-Gruppenführer Alfred Rodenbücher und dem Stabschef der NS-Landesleitung für Österreich und ehemaligen Heimatschutz-Führer, Hanns Albin Rauter in Kontakt. In diesem Personenkreis wurden die Putschpläne entwickelt, während die österreichische SA im Vorfeld des Putsches weitgehend ignoriert bzw. bewusst in die Irre geführt wurde. Beispielsweise informierte August Edler von Meyszner, wie Rauter aus dem Steirischen Heimatschutz stammender Kommandant der SA-Standarte 27, seinen Stab bewusst nicht über die Planungen. Theo Habicht konspirierte zudem mit ehemaligen Funktionären des Landbundes, u. a. mit Vizekanzler Franz Winkler, der sich dem Putsch nicht zuletzt aus finanziellen Motiven heraus anschloss. An der Aufstandsbewegung im Juli 1934 nahmen in der Steiermark auch ca. 1500 Mann der Grünen Wehr teil. Die strategischen Eckpunkte der Putschplanung wurden auf einer Konferenz in Zürich am 25. Juni festgelegt. Anwesend waren Glass als militärischer Leiter des Putsches, Wächter als dessen politischer Verantwortlicher, Weydenhammer, der die Verbindung zur Landesleitung in München und zu Rintelen halten sollte, und Habicht.
Eine explizite Zustimmung Hitlers für diese Pläne gab es nicht, er hatte Habicht lediglich gestattet, sich einem eventuellen Putsch des Bundesheeres anzuschließen. In der Folge holte Hitler jedoch die Einschätzung hoher Militärs und NS-Funktionäre (u. a. von Reschny) ein, die ihm versicherten, ein Putsch des Bundesheeres sei äußerst unwahrscheinlich. Demnach war Hitler die tatsächliche Situation schon im Juni bekannt, er tat allerdings nichts, um Habichts Planungen zu stoppen. Nach neuen Forschungsergebnissen Kurt Bauers befahl Hitler dagegen den Juli-Putsch „mit großer Wahrscheinlichkeit persönlich“. Bauer stützt seine These insbesondere auf die 1992 entdeckten und 2005 publizierten Tagebücher des deutschen Propagandaministers Joseph Goebbels. Aus dessen Eintrag über eine „hochrangige Besprechung“ in Bayreuth vom 22. Juli 1934, also zwei Tage vor dem Putsch, schließt Bauer, dass „Hitler die Sache sehr ernst nahm. Bei dieser Besprechung muss er seine letzte Zustimmung zu dem Coup gegeben haben. Die Möglichkeit, dass er nur oberflächlich und nebenbei darüber informiert gewesen sein könnte, scheidet damit aus.“

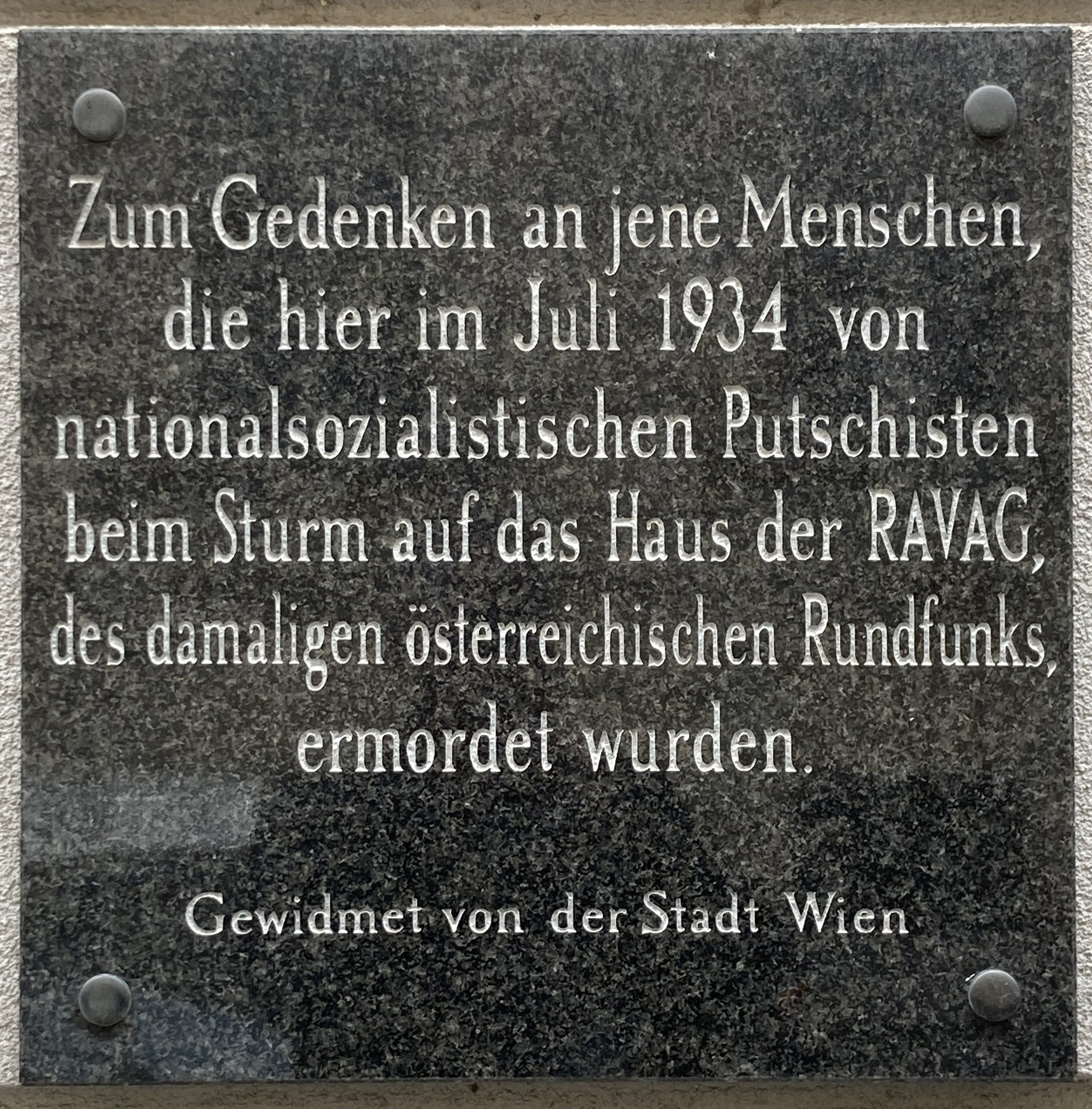
Gedenktafel für die Opfer der RAVAG

Bereits in den letzten Juni-Tagen begannen die Vorbereitungen bei den beteiligten Einheiten; die österreichische SA-Führung und die Gauleiter wurden erst zwischen 10. und 17. Juli von den Plänen in Kenntnis gesetzt, jedoch nicht über den genauen Zeitpunkt der geplanten Aktion. Die Absprachen mit Landbund, Heimatschutz, SS und Anton Rintelen wurden vor der SA-Führung geheim gehalten; allerdings gelangte die Zürcher Konferenz zur Kenntnis der österreichischen Sicherheitsbehörden. Ebenfalls wusste man von einem Memorandum eines ungarischen Diplomaten, der durch den österreichischen Militärattaché in Paris, den NS-Sympathisanten Lothar Rendulic, von einer geplanten Aktion informiert worden war. Am weitesten gediehen die Planungen in der Steiermark, wo Gauleiter Walther Oberhaidacher am 20. Juli noch zusätzlich eine Tagung der Kreisleiter einberief und detaillierte Instruktionen ausgab. Unter anderem wurde ein Radioabhör-Dienst eingerichtet, um die Rundfunkmeldung nach der RAVAG-Besetzung – die das Signal für den allgemeinen Aufstand sein sollte – nicht zu versäumen.

## Ablauf des Putsches
Seit Mitte 1933 waren von verschiedenen nationalsozialistischen Seiten mehr oder weniger ausgereifte Pläne für eine gewaltsame „Machtergreifung“ in Österreich ausgearbeitet worden. Diesbezügliche Gerüchte und Planungsdetails sickerten immer wieder auch zu den Sicherheitsbehörden durch – entweder als Folge der geleisteten Aufklärungsarbeit oder aber durch Verrat von nationalsozialistischer Seite – und hatten dort wiederholt die Anordnung erhöhter Alarmbereitschaft zur Folge. Die daraus resultierende allmähliche „Alarmmüdigkeit“ aufseiten der Exekutive ist sicher auch ein nicht unwesentlicher Grund für die Anfangserfolge der Nationalsozialisten am 25. Juli 1934.
Am 25. Juli 1934 sammelten sich die Putschisten, weil viele Mitglieder des Turnerbundes waren, in der Turnerbundhalle Siebensterngasse in Wien-Neubau, wo sie mit Waffen und Uniformen ausgerüstet wurden. Von dort aus drangen 154 als Soldaten des Bundesheeres und als Polizisten verkleidete SS-Männer in das Bundeskanzleramt ein, wobei Bundeskanzler Engelbert Dollfuß von zwei Schüssen tödlich getroffen wurde, wovon einen der Arbeitslose Otto Planetta abgab, den anderen Rudolf Prochaska, ein illegales Mitglied der SA. Die übrige Regierung konnte entkommen. Die Putschisten waren weder bereit einen Arzt, noch einen Priester zu rufen, um deren Beistand Dollfuß gebeten hatte.

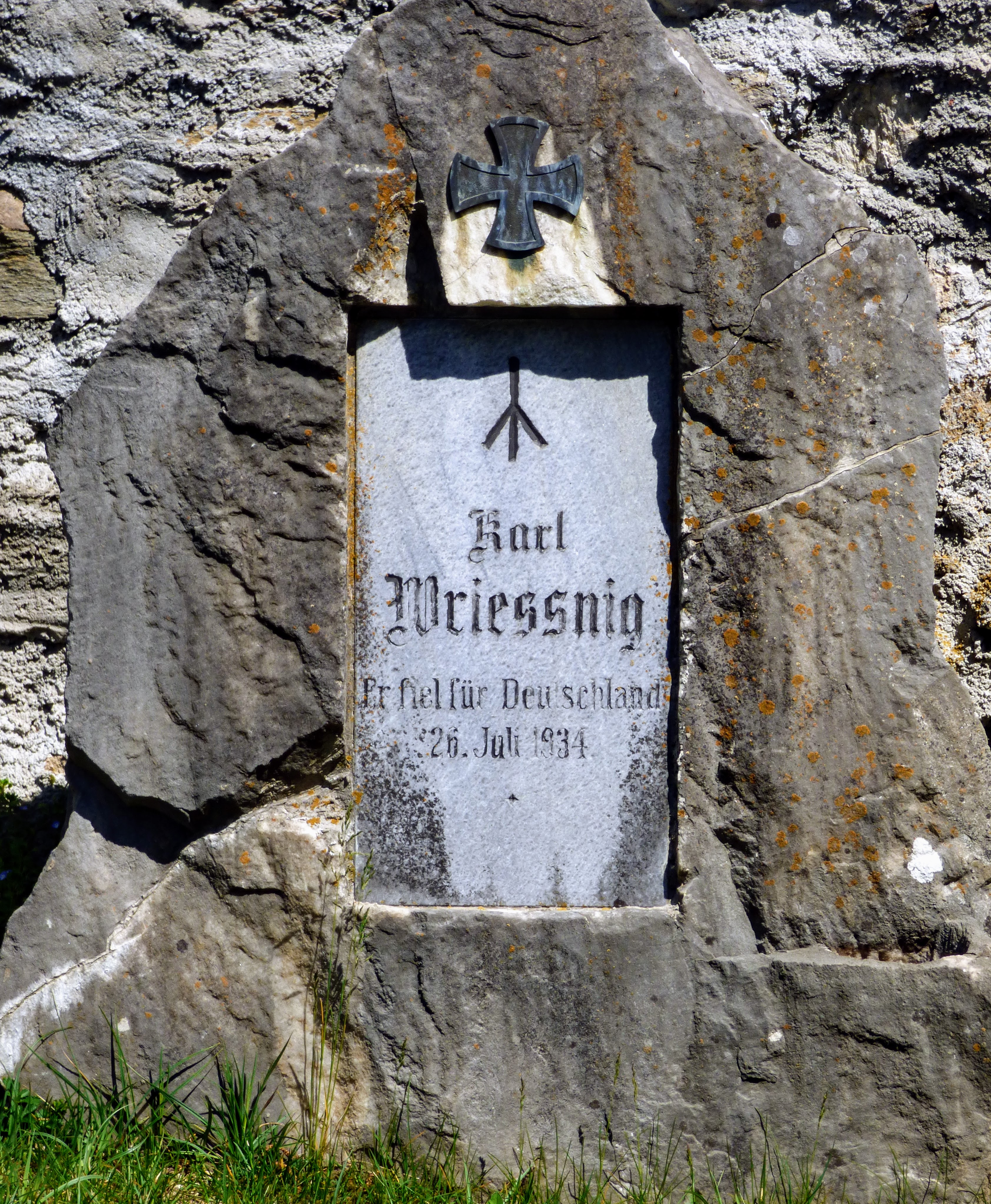
Grab eines NS-Kämpfers, bei Völkermarkt, gefallen am 26. Juli 1934

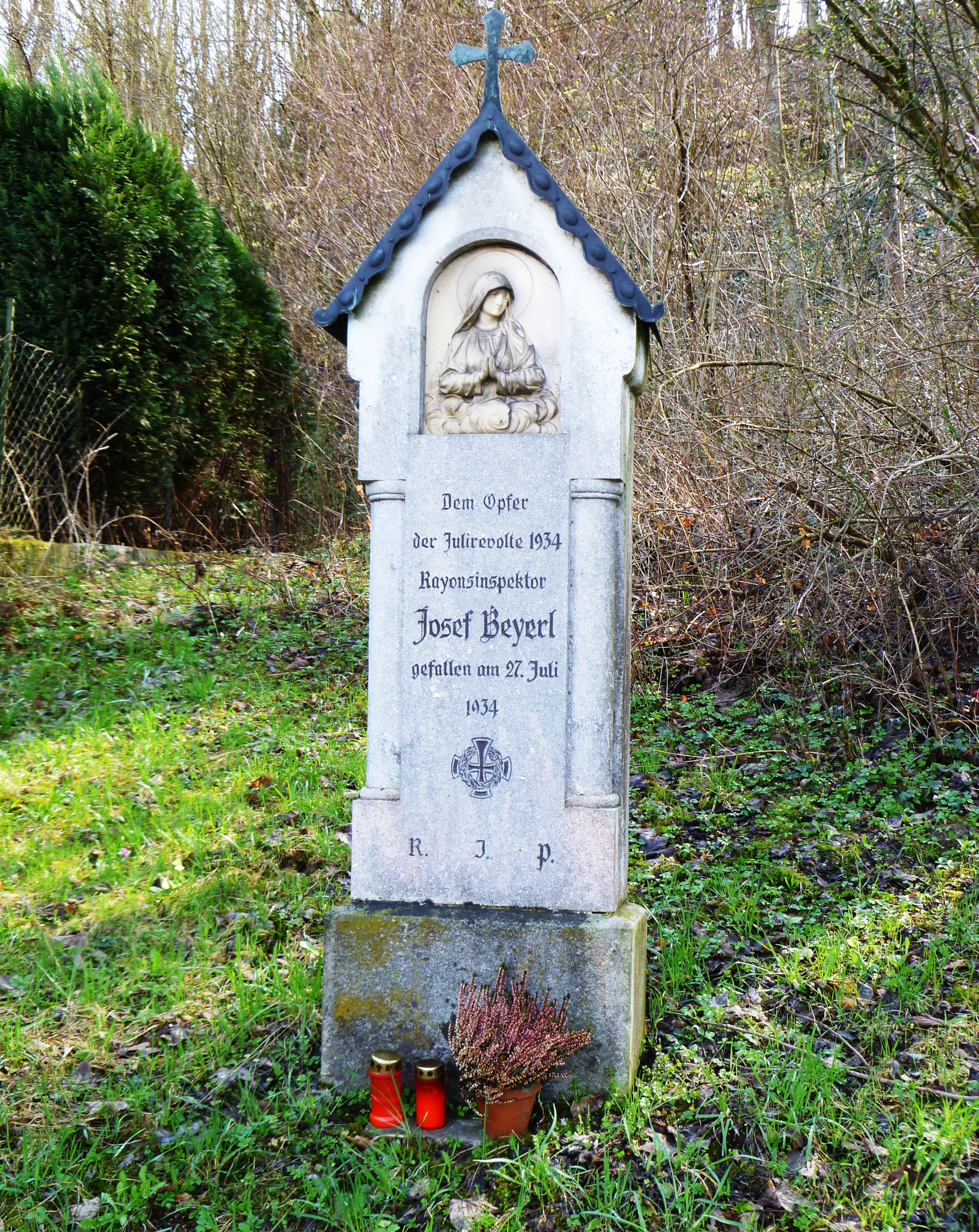
Denkmal für einen Gendarmerieinspektor, bei Wilhering, gefallen am 27. Juli 1934

Eine andere Gruppe der Putschisten hatte das RAVAG-Gebäude (Radioverkehrs AG) besetzt, die erste Besetzung eines Radiosenders in der Geschichte, und eine Falschmeldung über die angebliche Machtübergabe von Dollfuß an Anton Rintelen senden lassen. Dies sollte der Aufruf für die Nationalsozialisten in ganz Österreich sein, mit der Erhebung gegen die Staatsmacht zu beginnen. Es kam zu mehrtägigen Kämpfen in Teilen Kärntens, der Steiermark und Oberösterreichs und zu kleineren Aufständen in Salzburg. Schwerpunkte der Kämpfe waren die Obersteiermark, und zwar sowohl das Industriegebiet zwischen Judenburg und Leoben als auch das steirische Ennstal, der Bezirk Deutschlandsberg in der Südweststeiermark und die Südoststeiermark um Bad Radkersburg. Die blutigsten Auseinandersetzungen fanden in und um Schladming und im Raum Leoben-Donawitz statt. In Kärnten waren die Zentren des Putsches Unterkärnten und das Lavanttal. In Oberösterreich konzentrierten sich die Kämpfe, neben einzelnen Aktionen im Salzkammergut, auf den Pyhrnpass und auf das obere Mühlviertel, wo im Raum Kollerschlag in der Nacht vom 26. Juli auf den 27. Juli an der bayrisch-österreichischen Grenze eine Abteilung der Österreichischen Legion auf österreichisches Staatsgebiet eindrang und die Zollwache und einen Gendarmerieposten überfiel.
Bereits am frühen Morgen des 26. Juli war hinter dem Grenzübergang Kollerschlag ein aus Deutschland kommender Kurier verhaftet worden, der genaue Putschinstruktionen, das sogenannte Kollerschlager Dokument, bei sich trug, das deutliche Verbindungen des Juliputsches nach Bayern bezeugte.
An dem Putsch waren unter anderem Mitglieder des einflussreichen Deutschen Klubs beteiligt: Otto Wächter, er war einer der Klubvorstände, sowie Hanns Blaschke und Otto Persch. Der Klub wurde daraufhin vorübergehend zwangsweise geschlossen.

## Gründe für das Scheitern des Putsches
„Der Keim für das Scheitern des Aufstandes lag … schon in der politischen und personellen Struktur der … NSDAP selbst“, urteilt der Militärhistoriker Wolfgang Etschmann. Das gesamte Unternehmen war von den Rivalitäten und Machtkämpfen der einzelnen an der Planung beteiligten politischen und militärischen NS-Organisationen und ihrer Leiter sowie deren Bestreben um möglichste Geheimhaltung auch vor den Konkurrenten aus dem eigenen Lager gekennzeichnet. Daraus resultierten vielfach unterbrochene oder sich überkreuzende Befehlsstränge, die mit ein Grund für das zeitlich höchst unkoordinierte Losschlagen der Putschisten in den einzelnen Bundesländern waren und entscheidenden Anteil an der Niederlage hatten.
Schon die Ausgangslage des Putschunternehmens war von den Planern völlig falsch eingeschätzt worden. Als die Erhebung in den Bundesländern voll in Gang kam, war keine der drei für ihr Gelingen als unumgänglich angesehenen Voraussetzungen mehr gegeben: So war es weder gelungen, die gesamte Bundesregierung gefangen zu nehmen, noch konnte man des Bundespräsidenten Wilhelm Miklas habhaft werden; die österreichische Exekutive und das Militär waren weder zu den Putschisten übergelaufen, noch neutral geblieben, sondern hatten sich von Anfang an gegen die Putschisten gestellt; und auch die von ihnen erhoffte spontane „Volkserhebung“ war ausgeblieben. Angesichts dieser Tatsachen war es im Nachhinein betrachtet geradezu selbstmörderisch, dass mit dem Aufstand in den Bundesländern überhaupt erst begonnen wurde. Wie irrational die Erwartungen und wie grenzenlos die Siegesgewissheit aber auf NS-Seite waren, verdeutlicht das Beispiel der SA-Standarte 47, deren Kommandostab sich in Leibnitz befand, anschaulich. Ihr von Anfang an völlig siegesgewiss auftretender SA-Standartenführer hatte nach der Radiomeldung vom Rücktritt der Regierung alle ihm zur Verfügung stehenden Melder zur Alarmierung der ihm unterstellten NS-Ortsgruppen und SA-Formationen ausgesandt. Als bekannt wurde, dass Rintelen sich von den Putschisten distanziert hatte und damit feststand, dass das Unternehmen nicht wie geplant verlief, standen dem Standartenführer nun keine Melder mehr zur Verfügung, um die an die Ortsgruppen und Kampfformationen ergangenen Befehle zu widerrufen. Für den Fall eventuell auftretender Schwierigkeiten zumindest einen Melder in Reserve zu halten, war der Standartenführung offenbar überhaupt nicht in den Sinn gekommen.
Wie der Verlauf der „Erhebung“ zeigte, waren aber auch die militärische Stärke und Schlagkraft der NS-Bewegung vielfach überschätzt worden. Zum Teil lag das auch daran, dass die NS-Unterführer vielfach übertriebene Angaben bezüglich der Stärke und Bewaffnung der ihnen unterstellten Truppen gemacht hatten, um bei ihren militärischen Vorgesetzten gut dazustehen. Die höhere militärische Führung war daher in diesem Zusammenhang nicht selten von völlig falschen Voraussetzungen ausgegangen. Da laut NS-Planern die Bewaffnung der Bundesländer erst im September 1934 abgeschlossen gewesen wäre, standen den Putschisten lediglich in der Obersteiermark und in Kärnten Waffen in einigermaßen ausreichender Zahl zur Verfügung. In vielen Orten aber stellte der Mangel an Waffen und Munition die Putschisten von Anfang an vor beträchtliche Probleme, die nur durch äußerst zeit- und personalaufwendige „Beschaffungsaktionen“ vor Ort, etwa durch Plünderung von Waffendepots der Heimwehr und Beschlagnahmen bei Privatpersonen, einigermaßen zufriedenstellend gelöst werden konnten. Ein weiteres Problem war, dass am Tag des Putsches zahlreiche Angehörige der SA-Stürme und nicht selten auch deren Anführer gar nicht an den Sammelorten erschienen waren. Zudem standen viele angesehene und bewährte politische und militärische NS-Führer am Tag des Putsches aufgrund ihrer Einweisung in ein Anhaltelager nicht zur Verfügung. In manchen Orten, wie zum Beispiel in Schladming, gelang es daher völlig Ortsfremden, die Befehlsgewalt an sich zu reißen, welche sich dann beim ersten Anzeichen von Schwierigkeiten davonmachten.
Viele der militärischen Kommandanten der Putschisten waren den Anforderungen, welche die Kampfhandlungen mit sich brachten, nicht gewachsen. Die häufig unklaren Führungskompetenzen und das unzulängliche Verbindungs- und Meldewesen führten dazu, dass sie oft weder über die Gesamtlage noch über die Lage in der unmittelbaren Nachbarschaft unterrichtet waren. Meist waren sie auch nicht in der Lage zu kontrollieren, ob von ihnen durch Melder übermittelte Befehle ausgeführt worden waren oder nicht. Die Unklarheit, die vielerorts herrschte, begünstigte die Entstehung zahlreicher Gerüchte, welche die Kampfmoral beeinträchtigten und für zusätzliche Verwirrung sorgten. Den NS-Mannschaften wiederum fehlte es vielfach an der nötigen Disziplin. Sie waren zwar dem „Soldatenspielen“ bei der illegalen SA gewachsen, nicht aber den Anforderungen einer Kampfsituation, wie sie am Putschtag in vielen Orten eintrat. Trotz entsprechender Anordnungen ihrer Vorgesetzten wurden Wach- und Sicherungsaufgaben oft nicht oder nur nachlässig befolgt, Straßen- und Telefonverbindungen häufig nicht unterbrochen, sodass die Bundesregierung nicht nur völlig ungehindert Truppenverschiebungen durchführen, sondern auch von vielen eingeschlossenen Gendarmerieposten und Postämtern detaillierte Berichte über die Lage vor Ort erhalten konnte.
Angesichts der Unzahl von Fehlern, Pannen und Unzulänglichkeiten aufseiten der Aufständischen scheint die Einschätzung des Bundesheers, es beispielsweise in der Steiermark mit einem „gut ausgerüsteten, im Gebrauche der Waffe geübten“ Gegner zu tun gehabt zu haben, auch etwas Propaganda in eigener Sache zu sein. „Für einige SA-Einheiten mochte diese Einschätzung richtig sein, für die Masse der an der »Erhebung« beteiligten SA-Verbände, insbesondere aber die zahlreichen sonstigen »Kämpfer«, die sich ihr angeschlossen hatten, dürfte sie kaum Gültigkeit gehabt haben.“

## Folgen
Für die österreichischen Nationalsozialisten war der gescheiterte Juliputsch eine Katastrophe. Angesichts der Tatsache, dass die NS-Bewegung, die vielen ihrer Anhänger als unüberwindlich erschienen war, in nur wenigen Tagen nahezu völlig zusammengebrochen war, herrschte unter der Anhängerschaft „lähmendes Entsetzen und Verwirrung“, wie es beispielsweise in einem Bericht des steirischen Sicherheitsdirektors heißt. Tausende Parteifunktionäre, Aktivisten und Anhänger waren nach dem Putsch entweder verhaftet worden oder aber ins Deutsche Reich oder nach Jugoslawien geflüchtet. Organisatorisch stand die österreichische NSDAP damit faktisch vor einem Neuanfang. Was jedoch blieb, waren die schon vor dem Juliputsch vorhandenen Gegensätze zwischen der eigentlichen politischen Organisation der Partei, der SA und der SS. Im weiter schwelenden internen Machtkampf gerieten die politische Organisation und die SA aber schon bald gegenüber der zunehmend einflussreicher werdenden SS ins Hintertreffen. Ins Gewicht fiel auch, dass man sich NS-intern auch über die nun gegenüber der österreichischen Bundesregierung einzuschlagende Strategie völlig uneins war. Während die Politische Organisation prinzipiell einem Versöhnungskurs nicht abgeneigt war, setzte die SA weiter auf einen Konfrontationskurs.
Adolf Hitler, für den das Scheitern des Putsches in Österreich eine immense außenpolitische Belastung bedeutete, ging nach dem Putsch auf völlige Distanz zu den österreichischen Nationalsozialisten. Bereits am 27. Juli 1934 verbot er allen mit österreichischen Angelegenheiten befassten politischen Leitern im Deutschen Reich jegliche weitere Betätigung oder Unterstützung der österreichischen Aufständischen. Kurz darauf, am 3. August, wurde die österreichische Landesleitung der NSDAP aufgelöst, die seiner Auffassung nach die alleinige Verantwortung für den gescheiterten Putsch trug. Ihr Leiter, Theo Habicht, verlor alle seine Parteifunktionen. Die Österreichische Legion wurde entwaffnet und von ihren Standorten nahe der Grenze zu Österreich abgezogen. Untersuchungen mit dem Ziel, die Schuldigen für das Scheitern des Putsches zu ermitteln wurden zwar eingeleitet, auf Geheiß Heinrich Himmlers aber schon bald wieder eingestellt, um die parteiinternen Querelen nicht weiter anzufachen. Die ins Deutsche Reich geflohenen Anstifter des Putsches schoben sich nämlich gegenseitig die Schuld für sein Scheitern zu, versuchten aber sich persönlich so weit als möglich reinzuwaschen.
Die nach dem Juliputsch verhafteten Nationalsozialisten wurden von den Sicherheitsbehörden und – falls sie angezeigt wurden – der Staatsanwaltschaft in „schwer“ und „minder Beteiligte“ geschieden. Die Schwerbeteiligten (Anführer, Mitkämpfer, Kuriere usw.) wurden gemäß dem umgehend erlassenen „Bundesverfassungsgesetz vom 26. Juli 1934 über die Einführung eines Militärgerichtshofes als Ausnahmsgerichtes zur Aburteilung der mit dem Umsturzversuch vom 25. Juli 1934 im Zusammenhang stehenden strafbaren Handlungen“ auch dann dem Militärgericht zur Aburteilung ihrer mit dem Putsch im Zusammenhang stehenden Vergehen überstellt, wenn bereits ein Verfahren vor einem ordentlichen oder einem Standgericht anhängig war. Für die Minderbeteiligten kam ein am 30. Juli erlassenes Gesetz zum Tragen, dem zufolge sie unbeschadet einer strafrechtlichen Verfolgung bei Beschlagnahme ihres Vermögens in ein Anhaltelager einzuweisen waren. Aufgrund dieses Gesetzes blieb auch die große Mehrheit der Juliputschisten von einem Prozess verschont. Die Anhaltung zahlreicher Familienväter, Brüder und Söhne bedeutete jedoch vielerorts einen empfindlichen Ausfall an Arbeitskräften, weswegen am 25. August ein „Runderlass“ der Generaldirektion für die öffentliche Sicherheit erging, dem zufolge alle nach dem Gesetz vom 30. Juli Angehaltenen zur Besorgung dringend notwendiger landwirtschaftlicher Arbeiten beurlaubt werden konnten.
Die Militärgerichtsprozesse bildeten in den folgenden Monaten auch ein Schwerpunktthema in der Berichterstattung diverser österreichischer Tageszeitungen. Der Tendenzjustizcharakter dieser Prozesse ist nicht zu übersehen. In den Verhandlungen kommt immer wieder die Voreingenommenheit der Richter zum Ausdruck, bis hin zur Diktion. Zumeist wurden nur möglichst anklagekonforme Tatzeugen zu den Verhandlungen geladen. Die Verteidiger, die so gut wie nie genügend Zeit gehabt hatten, sich mit dem Fall zu beschäftigen, wurden möglichst behindert und im Allgemeinen der Entlastung der Angeklagten dienenden Beweisanträge abgeschmettert. Für den Tathergang wichtige Fragen wurden nur selten geklärt, vorrangig ging es darum, möglichst schnell ein Urteil zu fällen. Gemessen an den begangenen Straftaten waren die verkündeten Urteile nicht selten von drakonischer Härte, auch deswegen, weil die Militärgerichtsprozesse als abschreckendes Exempel wirken sollten. Nicht zuletzt deshalb wurden auch zahlreiche Todesurteile verkündet, von denen auch 13 vollstreckt wurden. Die im Eilverfahren abgewickelten Militärgerichtsprozesse halfen jedenfalls sicherzustellen, dass die auf Regierungsseite während des Putsches zu Tage getretenen Mängel, Pannen und Ungereimtheiten unter den Tisch gekehrt werden konnten und niemals einer breiteren Öffentlichkeit bekannt wurden.
Aufgrund von Verdachtsmomenten wurden ferner gegen zahlreiche weitere Personen Untersuchungen eingeleitet. Vor allem jene des öffentlichen Dienstes, aus dessen Reihen nicht wenige Putschisten gekommen waren, waren davon betroffen. Zahlreichen öffentlich Angestellten, darunter vielen Lehrern, wurden die Dienstbezüge gesperrt, nicht wenige wurden auch entlassen. Grundsätzlich konnte auch das Vermögen aller gerichtlich verurteilten, ins Ausland geflüchteten und angehaltenen Aufständischen beschlagnahmt werden, Berufungsmöglichkeit gab es dagegen keine. Zusätzlich verschärfend wirkte, dass sogar die finanziellen Mittel der Familienangehörigen von Putschisten auf das Lebensnotwendigste beschränkt werden konnten. Durch solche „Sühnemaßnahmen“ trachtete die Regierung zumindest einen Teil der im Zusammenhang mit der Niederschlagung des Putsches stehenden Kosten einzubringen. Diesem Zweck dienten auch die so genannten „Schadenersatzvorschreibungen“ an begüterte Nationalsozialisten, NS-Sympathisanten und nationalsozialistisch eingeschätzte Betriebe. Die Summen dieser von den Sicherheitsdirektoren vorgeschriebenen „Ersatzleistungen“ richteten sich nach dem Vermögen der betreffenden Person oder des Betriebsinhabers und konnten beträchtliche Höhen erreichen.
Zur Zahl der Todesopfer gibt es unterschiedliche Angaben. Gerhard Jagschitz übernahm in seiner Studie die vom Militärhistoriker Erwin Steinböck 1965 vorgelegten Zahlen, auf die sich auch Wolfgang Etschmann stützt: durch den Juliputsch und seine unmittelbaren Folgen seien insgesamt 270 Menschen gestorben. Auf NS-Seite starben demnach 153 (einschließlich 13 Hingerichteter und 7 Personen, die Selbstmord verübten oder Fememorden zum Opfer fielen), auf Regierungsseite 117 Menschen, darunter 13 Zivilisten. Demgegenüber kommt Kurt Bauer auf Basis umfangreicher Quellenstudien zum Schluss, dass es insgesamt „nur“ 223 Tote gegeben habe: 111 auf NS-Seite (inkl. der 13 Hingerichteten), 101 auf Regierungsseite, und dazu noch 11 Zivilisten. Die Zahl der Verletzten wird mit 500 bis 600 Personen angegeben.
Neuer Bundeskanzler wurde Kurt Schuschnigg, neuer Vorsitzender der Vaterländischen Front und Vizekanzler wurde Ernst Rüdiger Starhemberg.

## Rezeption

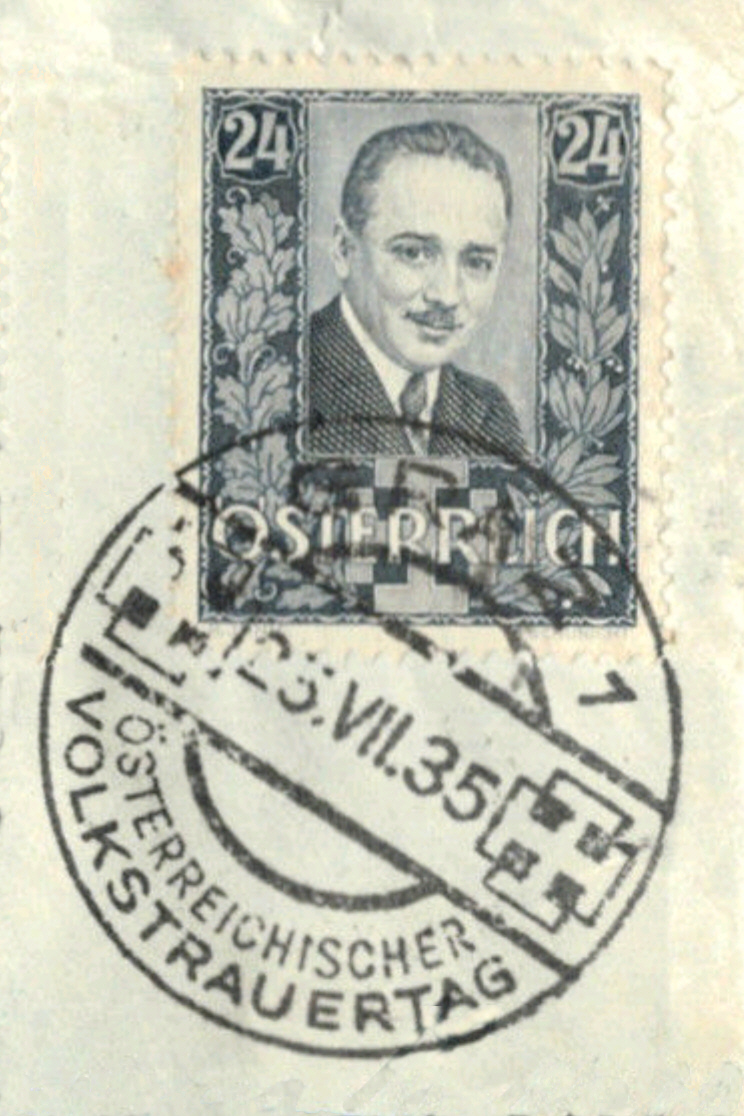
Volkstrauertag (1935)

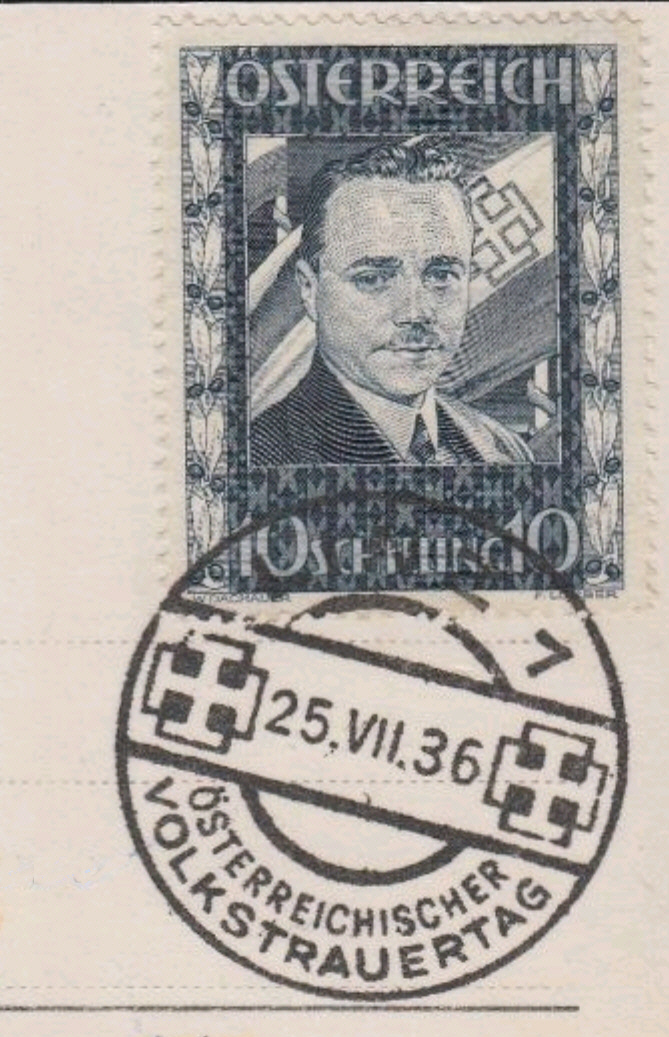
Volkstrauertag (1936)

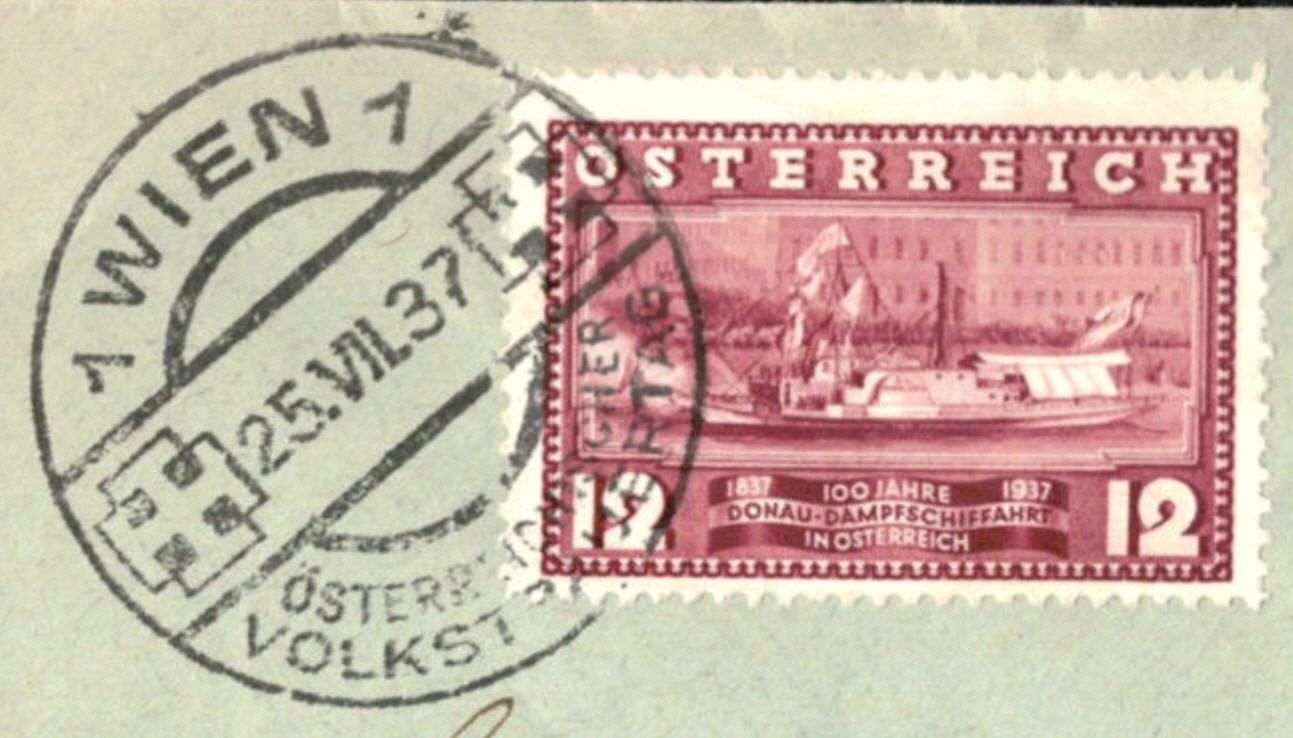
Volkstrauertag (1937)

Nahezu unmittelbar nach seinem Ende setzte seitens der österreichischen Regierung und dem sie unterstützenden „vaterländisch“ eingestellten Teil der Bevölkerung ein Prozess der mythischen Überhöhung der Ereignisse des Juliputsches ein. Im Mittelpunkt stand dabei der ermordete Bundeskanzler Engelbert Dollfuß, dessen Tod als ein „Opfertod für Österreich“ interpretiert wurde. Dollfuß wurde zum „Heldenkanzler“, zum „Märtyrer für Österreich“, zu einem von Gott gesandten „Retter Österreichs“ verklärt und erhielt sukzessive quasi überirdische Attribute, ähnlich wie sie im Allgemeinen einem Heiligen zugeschrieben werden. Sichtbarer Ausdruck dieses grotesken und religiös verbrämten Dollfußkults waren die in der Folgezeit in vielen Städten, Märkten und Dörfern entstehenden Dollfußstraßen, -plätze, -kirchen, -kapellen, -kreuze und -büsten. Am Grazer Opernring beispielsweise wurde im Juli 1937 ein vom Bildhauer Gustinus Ambrosi geschaffenes Dollfuß-Denkmal eingeweiht, das aus einem nahezu mannsgroßen Kopf des Kanzlers bestand, der auf einem mehrere Meter hohen Sockel angebracht war. Mit der Errichtung solcher Denkmäler verband sich nicht nur das Bestreben, den ermordeten Bundeskanzler zu glorifizieren, sondern auch die Absicht, solcherart „Orientierungspunkte für österreichisches … Geschichts- und Selbstbewusstsein im öffentlichen Raum zu lancieren, die sich zugleich als Leitbilder der ständestaatlichen Ideologie eigneten“.
Vor allem in den Orten, in denen es 1934 zu Kampfhandlungen gekommen war, wurden unzählige Feiern abgehalten und auf diese Weise der „Helden“ des 25. Juli gedacht. Der 25. Juli wurde zum „Österreichischen Volkstrauertag“ erhoben. Zu diesem Anlass wurden zwei Gedenkbriefmarken (1935 und 1936) mit dem Porträt von Dollfuß ausgegeben. Die überlebenden Juliputschisten wurden nach kurzer Zeit zumeist stillschweigend abgeschoben.
Im Wesentlichen dasselbe Muster findet sich auch beim nationalsozialistischen Putschmythos. Dieser entstand ebenfalls schon bald nach dem Juliputsch, konnte sich in Österreich aber erst nach dem „Anschluss“ öffentlich entfalten. Im Mittelpunkt standen dabei die bei den Kämpfen getöteten, vor allem aber nach der Niederschlagung des Putsches hingerichteten Nationalsozialisten. Unter dem Motto „Und ihr habt doch gesiegt!“ wurde ihr Tod zu einem heroischen „Opfergang aufrechter Deutscher“ stilisiert, die nichts anderes getan hätten, als sich gegen ein Unrechtsregime zu wehren, womit der gescheiterte Putsch im Nachhinein zu einem sinnvollen Unternehmen umfunktioniert wurde, das mitgeholfen habe, den Sieg des Nationalsozialismus in Österreich herbeizuführen. Dementsprechend wurden bereits unmittelbar nach dem „Anschluss“ so gut wie alle „Dollfuß-Weihestätten“ abgetragen oder vernichtet und zahlreiche Straßen und Plätze wieder umbenannt, diesmal nach den getöteten und hingerichteten Nationalsozialisten.
Abseits der Öffentlichkeit nahm eine vom Reichsführer SS eingerichtete „Kommission zur geschichtlichen Feststellung über die Erhebung vom 25. Juli 1934 in Österreich“ ihre Tätigkeit auf. Diese „Historische Kommission“ sollte „[d]ie Ereignisse bei der Erhebung … klären, … die Schuldigen sowohl auf nationalsozialistischer wie auf gegnerischer Seite fest…stellen“ sowie die Verantwortlichen für die gegen die SS-Putschisten verhängten schweren Strafen ermitteln. Eine Folge der Tätigkeit dieser Kommission war, dass innerhalb der NSDAP schon bald wieder alte Konflikte aufbrachen, die 1934 nur mühsam unterdrückt worden waren. Nachdem sogar der „Führer“ selbst wegen seiner damals eingenommenen zwiespältigen Haltung zum Juliputsch belastet zu werden drohte, ordnete er persönlich im Mai 1938 an, dass die Untersuchungen einzustellen und alle Beteiligten zu Stillschweigen und strikter Geheimhaltung verpflichtet seien. Die Kommission arbeitete aber dennoch im Geheimen weiter und schloss ihre Tätigkeit erst im März 1939 mit einem ausführlichen Bericht ab. Zur Erhellung der Hintergründe des Juliputsches konnte aber auch dieser Bericht nichts Wesentliches beitragen.

### Amtliche Darstellungen und Quelleneditionen
- Beiträge zur Vorgeschichte und Geschichte der Julirevolte. Herausgegeben auf Grund amtlicher Quellen, Wien 1934.
- Herbert Steiner (Hrsg.): Die Erhebung der österreichischen Nationalsozialisten im Juli 1934. Akten der Historischen Kommission des Reichsführers SS. Europa Verlag, Wien/Frankfurt am Main/Zürich 1965 (Neuauflage 1984).
- Die Juli-Revolte 1934. Das Eingreifen des österreichischen Bundesheeres zu ihrer Niederwerfung. Nur für den Dienstgebrauch. Im Auftrag des Bundesministeriums für Landesverteidigung als Manuskript gedruckt, Wien 1936.
- Ludwig Reichhold: Kampf um Österreich. Die Vaterländische Front und ihr Widerstand gegen den Anschluss. Eine Dokumentation. Österreichischer Bundesverlag, Wien 1984, ISBN 3-215-05466-3.

### Gesamtdarstellungen
- Kurt Bauer: Hitlers zweiter Putsch – Dollfuß, die Nazis und der 25. Juli 1934, Residenz-Verlag, St. Pölten 2014, ISBN 978-3-7017-3329-3.
- Kurt Bauer: Elementar-Ereignis. Die österreichischen Nationalsozialisten und der Juliputsch 1934, Czernin Verlag, Wien 2003, ISBN 3-7076-0164-1.
- Kurt Bauer: Sozialgeschichtliche Aspekte des nationalsozialistischen Juliputsches 1934, Phil. Dissertation, Wien 2001 (PDF; 2,8 MB).
- Wolfgang Etschmann: Die Kämpfe in Österreich im Juli 1934 (= Militärhistorische Schriftenreihe, Heft 50) Österreichischer Bundesverlag, Wien 1984.
- Gerhard Jagschitz: Der Putsch. Die Nationalsozialisten 1934 in Österreich, Verlag Styria, Graz/Wien/Köln 1976, ISBN 3-222-10884-6.
- Gottfried-Karl Kindermann: Hitlers Niederlage in Österreich. Bewaffneter NS-Putsch, Kanzlermord und Österreichs Abwehrsieg von 1934, 1. Auflage, Hoffmann und Campe, Hamburg 1984, ISBN 3-455-08235-1.
- Lucian O. Meysels: Der Austrofaschismus. Das Ende der ersten Republik und ihr letzter Kanzler. Amalthea Verlag, Wien 1992, ISBN 3-85002-320-6.
- Hans Schafranek: Sommerfest mit Preisschießen. Die unbekannte Geschichte des NS-Putsches im Juli 1934. Czernin Verlag, Wien 2006, ISBN 3-7076-0081-5.

### Sammelwerke und Darstellungen zu Einzelaspekten
- Kurt Bauer: Hitler und der Juliputsch 1934 in Österreich. Eine Fallstudie zur nationalsozialistischen Außenpolitik in der Frühphase des Regimes. In: Vierteljahrshefte für Zeitgeschichte, Heft 2, April 2011, S. 193–227 (Inhaltsverzeichnis und Abstracts).
- Ludwig Jedlicka, Rudolf Neck (Hrsg.): Das Jahr 1934: 25. Juli. Protokoll des Symposiums in Wien am 8. Oktober 1974 (= Veröffentlichungen der Wissenschaftlichen Kommission des Theodor-Körner-Stiftungsfonds und des Leopold-Kunschak-Preises zur Erforschung der österreichischen Geschichte der Jahre 1927 bis 1938, Band 3). Verlag für Geschichte und Politik, Wien 1975, ISBN 3-7028-0083-2.
- Dušan Nećak: Die österreichische Legion II. Nationalsozialistische Flüchtlinge in Jugoslawien nach dem mißlungenen Putsch vom 25. Juli 1934. Aus dem Slowenischen übersetzt von Franci Zwitter, Böhlau Verlag, Wien/Köln/Weimar 1996, ISBN 3-205-98318-1.

### Studien und Aufsätze zu einzelnen Regionen
- Christian Klösch: Des Führers heimliche Vasallen. Die Putschisten des Juli 1934 im Kärntner Lavanttal, 2. Auflage, Czernin Verlag, Wien 2024, ISBN 978-3-7076-0857-1.
- Andreas Maislinger: Der Putsch von Lamprechtshausen. Zeugen des Juli 1934 berichten. Eigenverlag, Innsbruck 1992.
- Markus Roschitz: Die NSDAP in der Region Schwanberg 1930–1938. StudienVerlag, Innsbruck/Wien 2020, ISBN 978-3-7065-6018-4, S. 157–185.
- Eduard G. Staudinger: Der Juli-Putsch 1934 im Bezirk Weiz. In: Zeitschrift Gleisdorf 6, Gleisdorf 1984, S. 239–248.
- Gerald M. Wolf: „Jetzt sind wir die Herren …“ Die NSDAP im Bezirk Deutschlandsberg und der Juli-Putsch 1934 (= Grazer zeitgeschichtliche Studien, Band 3). StudienVerlag, Innsbruck/Wien/Bozen 2008, ISBN 978-3-7065-4006-3.